# Штаб Червоної гвардії (Кривий Ріг)

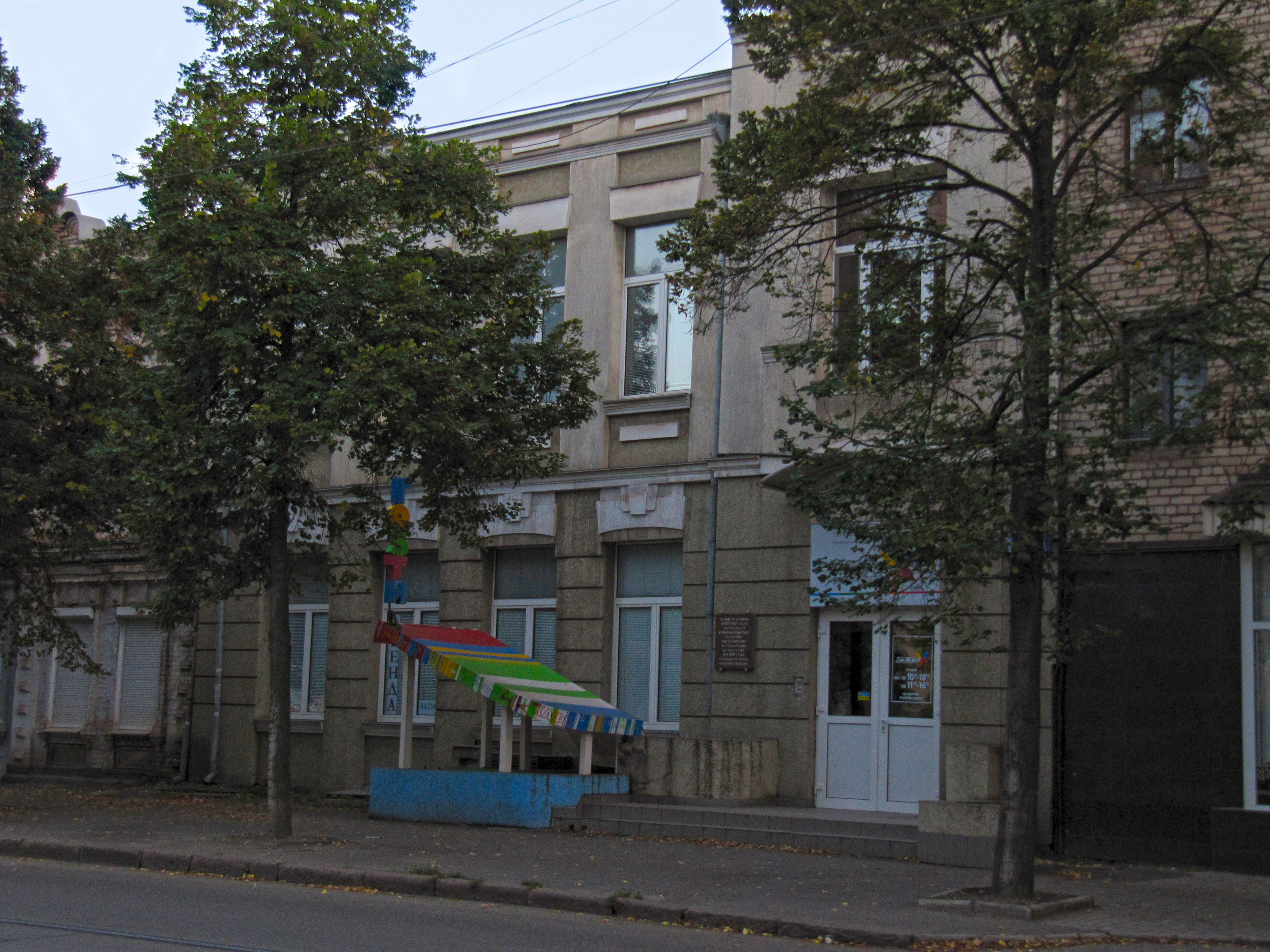

Будинок, в якому розташовувалась Рада робітничих, селянських та солдатських депутатів у 1917—18 роках і 1918 року розташовувався штаб Червоної Гвардії взята на облік 1970 року. Пам'ятка розташована в Центрально-Міському районі за адресою: вулиця Свято-Миколаївська, 56/1.

## Опис
Будівля двоповерхова, цегляна. Меморіальна дошка виготовлена з червоного граніту, розмір 0,70×0,60 м, товщина 0,02 м, закріплена за допомогою чотирьох металевих болтів. На дошці містився 11-рядковий напис російською мовою великими та маленькими літерами:
```
Здание в котором
в 1917—1918 годах
находился
Криворожский Совет
рабочих
крестьянских
и солдатских
депутатов
и в 1918 году
находился штаб
КРАСНОЙ ГВАРДИИ
```

Техніка виконання напису — гравіювання, літери пофарбовані у білий колір.

## Історія
Будівля споруджена на початку XX століття у південному цегляному стилі.
У березні 1917 року були створені у Кривому Розі Рада робітничих і солдатських депутатів та Рада селянських депутатів.
Депутати Ради робітничих і солдатських депутатів створили Тимчасовий виконавчий комітет, до якого ввійшло 25 осіб, головою Ради обрано соціал-демократа Уманського Аркадія Яковича. Засідання Ради здебільшого проходили у школі на Гданцівці.
У травні 1917 року у приміщенні Комерційного училища (до сьогодні не збереглось[джерело?]) відбулося об'єднання двох рад, у зв'язку з чим і перейменували нову структуру у Криворізьку Раду робітничих, селянських і солдатських депутатів.

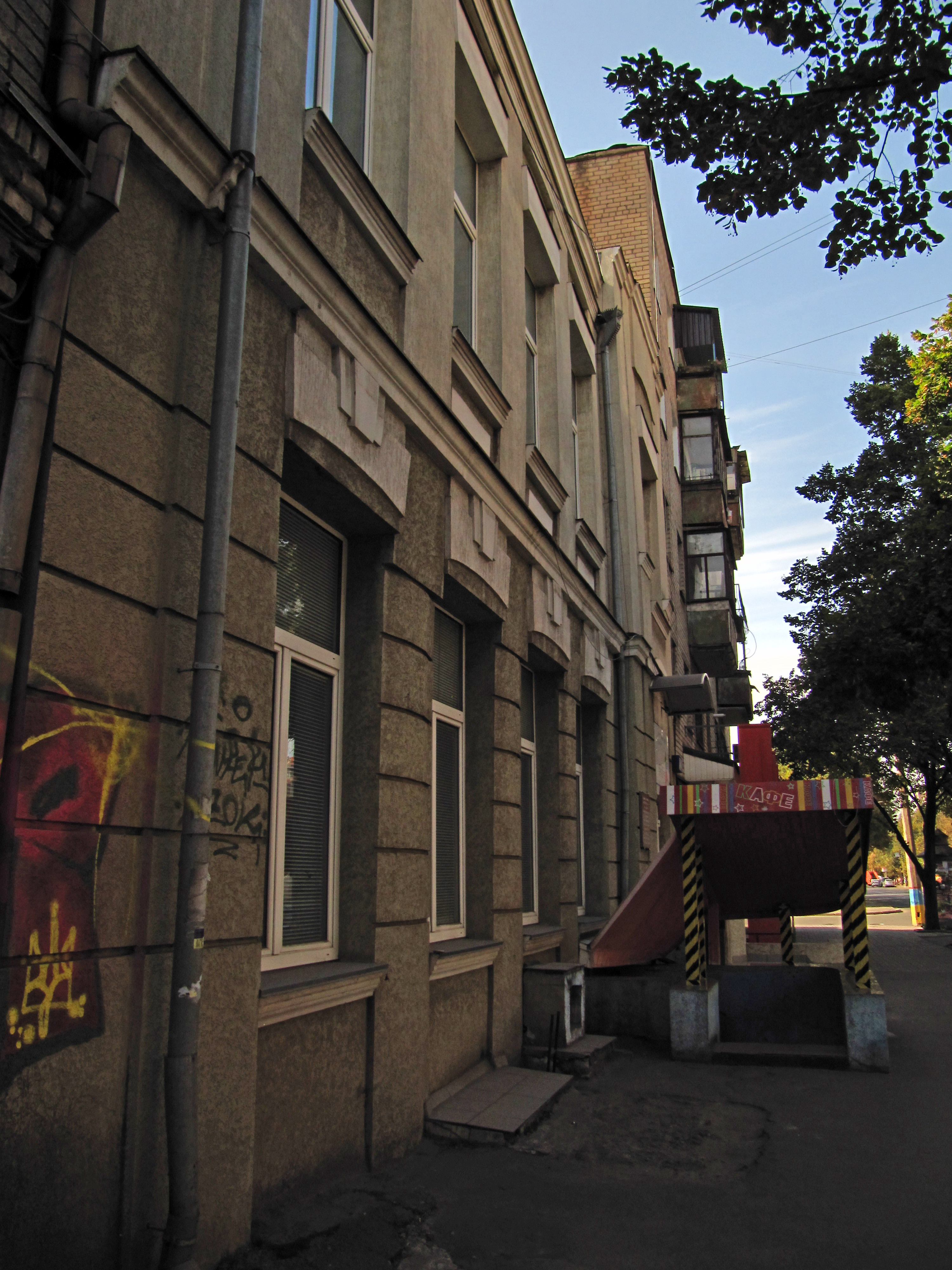

У серпні 1917 року почали створюватися у Кривому Розі місцевим комітетом РСДРП(б) загони Червоної гвардії. Криворізька Рада виступала проти організації Червоної гвардії. З вересня 1917 року лави Червоної гвардії починають зростати, з кінця листопада до грудня 1917 року чисельність організації досягла 550 осіб. Фактично, Червона гвардія стала знаряддям місцевих більшовиків та їх вищестоящих органів у війні з УНР. Із грудня 1917 року підлягала наркому Антонову-Овсієнко.
У січні 1918 року загони Червоної гвардії разом з більшовизованими військами росіян розігнали Криворізьку Раду робітничих, селянських і солдатських депутатів, яку очолювали місцеві есери і соціал-демократи.
Наприкінці січня 1918 року Криворізька Рада відновила діяльність. Головою було обрано П. В. Геруцького. У лютому 1918 року до складу Криворізької Ради увійшли більшовики та анархісти. Наприкінці березня 1918 року була розпущена у зв'язку з окупацією Кривого Рогу австро-німецькими військами.
Таким чином, у березні 1917 — січні-лютому 1918 року у приміщенні пам'ятки проводили засідання Криворізька Рада робітничих, селянських та солдатських депутатів і 1918 року розташовувався штаб Червоної гвардії.
В 1960—1970 роках у приміщенні будівлі діяв готель «Першотравневий».
За рішенням Дніпропетровського облвиконкому від 8 серпня 1970 року № 618 будівлю було взято на облік (№ 1689).